# ديتشي إيشيكاوا
ديتشي إيشيكاوا (باليابانية: 石川大地) هو لاعب كرة قدم ياباني، ولد في 22 فبراير 1996 في كاميسو في اليابان. لعب مع إف سي غيفو.

## وصلات خارجية
- ديتشي إيشيكاوا على موقع رابطة كرة القدم اليابانية للمحترفين (اليابانية)
- ديتشي إيشيكاوا على موقع قاعدة بيانات كرة القدم.إي يو (الإنجليزية)
- ديتشي إيشيكاوا على موقع Soccerway.com (الإنجليزية)
- ديتشي إيشيكاوا على موقع عالم كرة القدم.نت (الإنجليزية)